# 西川速水
西川 速水（にしかわ はやみ、1886年（明治19年） - 1982年（昭和57年）3月2日）は、日本の海軍軍人、実業家。最終階級は海軍大佐。駆逐隊司令、山形造船（株）常務、（株）山形県舶用木工品製作所・社長、水交会・常務理事、（財）荘内館・監事、功四級金鵄勲章、藤島町名誉町民（現・鶴岡市名誉市民）。

## 略歴
- 1886年（明治19年） - 山形県飽海郡（現・酒田市）に西川武次の長男として生れる。
- 1892年（明治25年） - 藤島町に移住し藤島小学校卒業
- 1903年（明治36年） - 荘内中学校（現・山形県立鶴岡南高等学校）卒業
- 1906年（明治39年）11月 - 海軍兵学校（34期）卒業
- 1907年（明治40年）12月 - 海軍少尉 任官
- 水雷艇艦長
- 1917年（大正6年） - ｢河内｣乗組み中、河内爆沈
- 1919年（大正8年） - 駆逐艦艦長、海軍水雷学校教官 兼務
- 1922年（大正11年） - 海軍水雷学校に特科学生として入学し軍学研究に励む。
- 再び駆逐艦艦長となり、以後、特務艦｢青島｣艦長や第17駆逐艦隊司令を歴任。
- 1929年（昭和4年） - 海軍大佐 任官
  - 12月 - 予備役編入
- 1938年（昭和13年） - 後備役編入
- 1941年（昭和16年） - 再び予備役編入
- 太平洋戦争で哨戒艦艇指揮官
- 1943年（昭和18年） - 退役
  - 山形造船（株） 常務取締役就任
- （株）山形県舶用木工品製作所 代表取締役社長
- 1952年（昭和27年） - 水交会  初代事務局長就任
- 水交会常務理事
- （財）荘内館 監事
- 1982年（昭和57年） - 東京都で死去。享年96、鶴岡市の禅源寺に墓がある。

## 受賞歴
- 功四級金鵄勲章
- 1974年（昭和49年） - 藤島町名誉町民顕彰

## 著作物
- 『水雷艇と駆逐艦の話』（『最新国防叢書. 第6輯』科学主義工業社、1938年 に収録）